# Підгірне (Нікопольський район)
Підгі́рне — село в Україні, в Нікопольському районі Дніпропетровської області. Входить до складу Першотравневської сільської громади. Населення — 13 мешканців. 

## Географія
Село Підгірне знаходиться на лівому березі річки Солона, вище за течією на відстані 2,5 км розташоване село Бекетівка, нижче за течією на відстані 1,5 км розташоване село Чистопіль.

## Історія
До 2017 року орган місцевого самоврядування — Чистопільська сільська рада.
12 червня 2020 року, відповідно до розпорядження Кабінету Міністрів України № 709-р від «Про визначення адміністративних центрів та затвердження територій територіальних громад Дніпропетровської області», увійшло до складу Першотравневської сільської громади.
19 липня 2020 року, в результаті адміністративно-територіальної реформи і ліквідації Нікопольського району(1923—2020), село увійшло до складу новоутвореного Нікопольського району.